# Ernst Messerli
Ernst Messerli (* 13. November 1907 in Langendorf, Kanton Solothurn; † 7. Mai 1974 in Basel) war ein Schweizer Maler, Zeichner, Fotograf und Kunstpädagoge.

## Leben und Werk
Ernst Messerli wuchs mit fünf Geschwistern in Biel auf und absolvierte eine Lehre als Flachmaler. Ab 1929 war er als Malergeselle in verschiedenen Schweizer Städten tätig. Ab 1933 lebte er in Basel. Er besuchte dort von 1933 bis 1939 an der Allgemeinen Gewerbeschule Kurse in Werbegrafik, Farbe und Form, Holzschnitt, Schaufensterdekoration, Aktzeichnen, Kunstgeschichte und Schriftkunst, von der er besonders angetan war. 
Im Rahmen der vom Arbeitsamt Basel organisierten Um- und Weiterbildungsmöglichkeiten für Arbeitslose übernahm Messerli an der Schule einen Kurs im Pinselschreiben. 1942 wurde er Nachfolger von Fritz Baumann. Später übernahm Messerli auch das Atelier von Baumann an der Reichensteinerstrasse in Basel. 
Nebst seinen Werken entwickelte Messerli eine eigenständige, didaktische Farbenlehre nach der Wilhelm-Ostwald-Systematik. Er unterrichtete in den ersten Jahren hauptsächlich in den Vorkursen. Ab 1953 war er festangestellter Lehrer und unterrichtete später in der Fachklasse für Innenarchitektur.
Messerli war von 1960 bis 1964 Mitglied der Gruppe 33. Ab 1965 lebte er regelmässig und für längere Zeit zurückgezogen in seinem Haus in Montfaucon. Trotz zahlreicher Ausstellungen blieb eine längerfristige und überregionale Resonanz seiner Werke bislang weitgehend aus. 2008 fand eine Jubiläumsausstellung mit Werken von Ernst Messerli in der Kunsthalle Palazzo in Liestal statt.
Sein Sohn Niggi Messerli war bis 2020 Leiter der Kunsthalle Palazzo.